# 井手口陽介
井手口 陽介（いでぐち ようすけ、1996年8月23日 - ）は、福岡県福岡市博多区出身 のプロサッカー選手。Jリーグ・ヴィッセル神戸所属。ポジションはミッドフィールダー。元日本代表。
兄の井手口正昭も元プロサッカー選手。

## 来歴

### プロ入り前
幼少時から、既にサッカーをしていた8歳上と5歳上の2人の兄以上にサッカーに没頭、小学1年生の時に開催された2002 FIFAワールドカップでは、当時、ロナウドのファンだったため、ブラジル代表の試合は全てビデオ録画し、気に入ったシーンを何度も巻き戻してチェックするほどだった。小学4年生で中央FCに入団（翌年チーム名がストリートSCに変更）、小学6年で油山カメリアFCに移籍、当時のポジションはフォワードだった。同時にアビスパ福岡スーパースクールに通う。アビスパ福岡ジュニアに所属していた5歳年上の次兄が、当時原口元気が所属していた埼玉・江南南サッカー少年団と対戦した試合を見て、江南南のプレーの質の高さに驚いた母が「陽介が中学生になるタイミングには福岡を出て、より高いレベルに挑戦させてみたい」と考え、陽介にガンバ大阪ジュニアユースのセレクション受験を提案、セレクションで本人の手応えはなかったものの、選考にあたったガンバ大阪アカデミーのスタッフ全員が満場一致でその才能に太鼓判を押し、最終選考を待たずして早々と合格を告げられ、中学進学時に阪南大学の選手だった長兄のいる大阪に渡りガンバ大阪ジュニアユースに入団。早くから頭角を現し中心選手として活躍、2011年のメニコンカップ クラブユース東西対抗戦では最優秀選手賞を受賞する。また、2011年末には飛び級でユースチームの練習に参加し、その年のJユースカップにも出場した。ユース昇格後は年代別代表にも選出され、高校2年生の2013年には、トップチームに2種登録選手として登録された。

### ガンバ大阪時代
2014年、トップチームのキャンプに参加し3月19日のナビスコカップ・グループリーグ第1節神戸戦では公式戦初のベンチ入りを果たした。3月31日、ガンバ大阪のトップチームへの昇格が発表された。ガンバ大阪でのユースチーム在籍中のトップチームへの飛び級昇格は宇佐美貴史以来5人目となった。4月16日、ナビスコカップ鳥栖戦で公式戦デビューを果たした。
2015年4月29日の松本山雅FC戦でJ1リーグ戦デビューした。その後はベンチ入りする機会すらほとんどなかったが、シーズン終盤になると主に試合後半の守備要員として投入され、チャンピオンシップでも2試合途中出場した。天皇杯決勝浦和戦では試合開始早々に米倉恒貴が負傷交代したことで、サイドバックに回った今野泰幸に代わりボランチを務め、勝ち越した後半は浦和の猛攻を受けるも中盤でのボール奪取能力を発揮し浦和の攻撃を凌ぎきりガンバの天皇杯連覇に貢献した。
2016年、前半戦はU-23代表との兼ね合いで出場機会が限られたが、後半戦は主力に定着。9月17日、豊田スタジアムにてJ1リーグ初ゴールを記録。また、10月にはルヴァンカップでの活躍が認められ、ニューヒーロー賞を受賞した。ガンバでは2007年の安田理大、2014年の宇佐美貴史以来3人目。10月22日、2ndステージ第15節の横浜F・マリノス戦では自身初の1試合2得点を決める活躍を見せた。Jリーグカップ決勝の浦和レッズ戦では豊富な運動量でボール奪取能力を発揮したがチームはPK戦の末敗れた。シーズン終了後のJリーグアウォーズではJリーグベストヤングプレーヤー賞を受賞。ガンバでは宇佐美貴史以来2人目、Jリーグカップニューヒーロー賞とのW受賞は2002年の坪井慶介以来14年ぶり3人目となった。また同年度の日刊スポーツ 提供「黄金の脚賞」を受賞し、ガンバの公式応援番組『GAMBA TV〜青と黒〜』の年末特別企画「GAMBA TV アウォーズ」においてMVPを受賞した。
2017年、背番号が「8」番に変更された。3月1日、AFCチャンピオンズリーグ2017の済州ユナイテッドFC戦で負傷離脱してしまったが、19日の浦和レッズ戦で途中交代から復帰を果たした。4月21日、第8節の大宮アルディージャ戦でミドルシュートを決めたが、清水の金子翔太が決めたJ1通算2万ゴールの記録には数分間に合わなかった。

### クルトゥラル・レオネサ時代
2018年1月9日、イングランドのリーズ・ユナイテッドAFCへの完全移籍が発表された。契約期間は2022年夏までの4年半。イギリスの労働ビザ発行基準を満たしていないため、スペインのクルトゥラル・レオネサへの2017-18シーズン終了までのレンタル移籍も同時に発表された。
1月21日、セグンダ・ディビシオン（スペイン2部）第23節のCAオサスナ戦で途中出場から移籍後初出場を果たした。2月18日、第27節のラージョ・バジェカーノ戦で初先発。クルトゥラルではリーグ戦5試合の出場にとどまった。

### グロイター・フュルト時代
2018-19シーズン開幕に向けてリーズに復帰したが、新指揮官マルセロ・ビエルサの下では構想外となったため、8月21日にブンデスリーガ2部・SpVggグロイター・フュルトへ買取りオプション付きで1年間のレンタル移籍が発表された。9月25日、第5節のホルシュタイン・キール戦で移籍後初スタメンを果たすと、移籍後初ゴールを決めた が、定位置確保には至らなかった。

### ガンバ大阪復帰
2019年8月5日、ガンバ大阪に完全移籍で1年半ぶりに復帰することを発表した。8月10日、第22節のサンフレッチェ広島戦で途中出場から復帰後初出場を果たした。8月23日、第24節の鹿島アントラーズ戦で移籍後初のフル出場を果たした。11月30日、第33節の松本山雅FC戦では復帰後初ゴールを含む2得点を決めた。

### セルティックFC
2021年12月31日、スコティッシュ・プレミアシップのセルティックへの完全移籍が発表された。2022年1月17日、第21節のハイバーニアンFC戦で途中出場から移籍後初出場を果たした が、負傷に悩まされ、以降は出場機会を掴めなかった。

### アビスパ福岡
2023年2月7日、地元の福岡県福岡市を本拠地とするアビスパ福岡へ期限付き移籍で加入することが発表された。シーズン序盤では3月4日の第3節柏レイソル戦で負傷し戦線離脱したが、6月3日の古巣ガンバ大阪戦に復帰すると、その後はレギュラーに定着し、11月4日のルヴァンカップ決勝にもフル出場し、チームを優勝に導いてクラブ初タイトル獲得に貢献。

### ヴィッセル神戸
2024年1月9日、ヴィッセル神戸へ完全移籍で加入することが発表された。

### 日本代表
2016年、AFC U-23選手権2016のU-23日本代表メンバーに最年少として選出、グループリーグ第3戦のサウジアラビア戦ではインサイドハーフとして出場して貴重な2点目をあげた。7月1日、リオデジャネイロオリンピックの正式メンバーにチーム最年少として選出された。8月8日、グループステージ第2戦のU-23コロンビア戦ではボランチとして先発するも、自身の判断ミスからテオフィロ・グティエレスの得点を許し 2-2の引き分けに終わった。8月11日、第3戦のU-23スウェーデン戦では後半途中からインサイドハーフとして出場するも、チームはコロンビアに続いて3位で予選敗退に終わった。11月4日、キリンチャレンジカップとW杯アジア3次予選の日本代表メンバーに初召集されたが、出場は無かった。
2017年6月7日、キリンチャレンジカップのシリア戦で山口蛍に代わって途中出場し、A代表デビューを果たす。6月13日、2018 FIFAワールドカップ・アジア3次予選のイラク戦で代表初先発を飾った。8月31日の対オーストラリア戦では、82分にダメ押しとなる代表初ゴールを挙げ、日本代表の6大会連続W杯出場に貢献した。21歳8日でのW杯最終予選ゴールは中田英寿に次ぐ若さでW杯出場決定試合では歴代最年少となった。日本をW杯へ導く得点を挙げた事もあり、W杯メンバー入りが有力視されていたが、2018年に移籍したレオネサで出場機会に恵まれなかった影響もあり、日本代表から遠ざかり、W杯最終メンバーからも外れてしまった。W杯メンバーからは外れたがバックアップメンバーに選ばれ、W杯に同行する予定になっていたが、リーズ・ユナイテッドからクラブ合流の要請があり、代表がロシア入りする前にチームを離れる事となった。
日本代表の監督が森保一に交代して以降は暫くメンバーに選出されなかったが、2019年11月のキリンチャレンジカップ2019のメンバーに選出され、19日のベネズエラ戦で約1年半ぶりに代表復帰を果たした。また、12月にはEAFF E-1サッカー選手権2019に出場する日本代表メンバーにも選出された。

## 人物
- U-17日本代表の監督をしていた吉武博文と反りが合わず、合宿でプレーに納得がいかなかった井手口がペットボトルを蹴り上げ、これを吉武監督が厳しく戒めた。頭ごなしに説教された井手口は苛立ちを抑えることができず、宿泊先のホテルのフロントに練習着を預け、勝手に合宿から離脱した。その後、U-17日本代表に招集されることはなかった[36]。
- G大阪ユースに所属していた高校2年の頃、私生活で荒れサッカーを辞めることも考えたが、兄・正昭の説得と当時大病を患っていた母親の言葉で立ち直りプロでの活躍を目指すようになった[29]。
- 2015年末に一般女性と入籍し[29]、2016年6月17日に長女が誕生した[37]。

## 所属クラブ
- 2006年 - 2007年 中央FC→ストリートSC
- 2008年 油山カメリアFC
- 2009年 - 2011年 ガンバ大阪ジュニアユース
- 2012年 - 2013年 ガンバ大阪ユース（追手門学院高等学校）
  - 2013年 ガンバ大阪（2種登録選手）
- 2014年 - 2017年 ガンバ大阪
  - 2014年7月 - 2015年 Jリーグ・アンダー22選抜
- 2018年1月 - 2019年8月 リーズ・ユナイテッドAFC
  - 2018年1月 - 同年6月 クルトゥラル・レオネサ（期限付き移籍）
  - 2018年8月 - 2019年8月 SpVggグロイター・フュルト（期限付き移籍）
- 2019年8月 - 2021年 ガンバ大阪
- 2022年1月 - 2023年 セルティック
  - 2023年2月 - 同年12月 アビスパ福岡（期限付き移籍）
- 2024年 - ヴィッセル神戸

## 個人成績
| 国内大会個人成績 | 国内大会個人成績     | 国内大会個人成績 | 国内大会個人成績 | 国内大会個人成績 | 国内大会個人成績 | 国内大会個人成績 | 国内大会個人成績 | 国内大会個人成績 | 国内大会個人成績 | 国内大会個人成績 | 国内大会個人成績 |
| 年度             | クラブ               | 背番号           | リーグ           | リーグ戦         | リーグ戦         | リーグ杯         | リーグ杯         | オープン杯       | オープン杯       | 期間通算         | 期間通算         |
| 年度             | クラブ               | 背番号           | リーグ           | 出場             | 得点             | 出場             | 得点             | 出場             | 得点             | 出場             | 得点             |
| 日本             | 日本                 | 日本             | 日本             | リーグ戦         | リーグ戦         | リーグ杯         | リーグ杯         | 天皇杯           | 天皇杯           | 期間通算         | 期間通算         |
| ---------------- | -------------------- | ---------------- | ---------------- | ---------------- | ---------------- | ---------------- | ---------------- | ---------------- | ---------------- | ---------------- | ---------------- |
| 2014             | G大阪                | 26               | J1               | 0                | 0                | 2                | 0                | 0                | 0                | 2                | 0                |
| 2015             | G大阪                | 21               | J1               | 8                | 0                | 4                | 0                | 4                | 0                | 16               | 0                |
| 2016             | G大阪                | 21               | J1               | 22               | 4                | 5                | 0                | 1                | 0                | 28               | 4                |
| 2017             | G大阪                | 8                | J1               | 30               | 4                | 0                | 0                | 3                | 1                | 33               | 5                |
| スペイン         | スペイン             | スペイン         | スペイン         | リーグ戦         | リーグ戦         | 国王杯           | 国王杯           | オープン杯       | オープン杯       | 期間通算         | 期間通算         |
| 2017-18          | レオネサ             | 19               | セグンダ         | 5                | 0                | 0                | 0                | -                | -                | 5                | 0                |
| イングランド     | イングランド         | イングランド     | イングランド     | リーグ戦         | リーグ戦         | FLカップ         | FLカップ         | FAカップ         | FAカップ         | 期間通算         | 期間通算         |
| 2018-19          | リーズ・U            | 16               | FLC              | 0                | 0                | -                | -                | -                | -                | 0                | 0                |
| ドイツ           | ドイツ               | ドイツ           | ドイツ           | リーグ戦         | リーグ戦         | リーグ杯         | リーグ杯         | DFBポカール      | DFBポカール      | 期間通算         | 期間通算         |
| 2018-19          | グロイター・フュルト | 6                | ブンデス2部      | 7                | 1                | -                | -                | -                | -                | 7                | 1                |
| 日本             | 日本                 | 日本             | 日本             | リーグ戦         | リーグ戦         | リーグ杯         | リーグ杯         | 天皇杯           | 天皇杯           | 期間通算         | 期間通算         |
| 2019             | G大阪                | 15               | J1               | 12               | 2                | 4                | 0                | 1                | 0                | 17               | 2                |
| 2020             | G大阪                | 15               | J1               | 26               | 4                | 2                | 0                | 0                | 0                | 28               | 4                |
| 2021             | G大阪                | 15               | J1               | 29               | 0                | 2                | 0                | 3                | 1                | 34               | 1                |
| スコットランド   | スコットランド       | スコットランド   | スコットランド   | リーグ戦         | リーグ戦         | S・リーグ杯      | S・リーグ杯      | スコティッシュ杯 | スコティッシュ杯 | 期間通算         | 期間通算         |
| 2021-22          | セルティック         | 21               | S・プレミア      | 3                | 0                | -                | -                | 3                | 0                | 6                | 0                |
| 2022-23          | セルティック         | 21               | S・プレミア      | 0                | 0                | 0                | 0                | 0                | 0                | 0                | 0                |
| 日本             | 日本                 | 日本             | 日本             | リーグ戦         | リーグ戦         | リーグ杯         | リーグ杯         | 天皇杯           | 天皇杯           | 期間通算         | 期間通算         |
| 2023             | 福岡                 | 99               | J1               | 21               | 0                | 6                | 0                | 5                | 0                | 32               | 0                |
| 2024             | 神戸                 | 7                | J1               | 28               | 0                | 2                | 0                | 6                | 1                | 36               | 1                |
| 通算             | 日本                 | 日本             | J1               | 176              | 14               | 27               | 0                | 23               | 3                | 226              | 17               |
| 通算             | スペイン             | スペイン         | セグンダ         | 5                | 0                | 0                | 0                | -                | -                | 5                | 0                |
| 通算             | イングランド         | イングランド     | FLC              | 0                | 0                | -                | -                | -                | -                | 0                | 0                |
| 通算             | ドイツ               | ドイツ           | 2. ブンデス      | 7                | 1                | -                | -                | 0                | 0                | 7                | 1                |
| 通算             | スコットランド       | スコットランド   | S・プレミア      | 3                | 0                | 0                | 0                | 3                | 0                | 6                | 0                |
| 総通算           | 総通算               | 総通算           | 総通算           | 191              | 15               | 27               | 0                | 26               | 3                | 244              | 18               |

その他の公式戦
| 2014    | J-22                  | -      | J3          | 3        | 0        | 3        | 0        |
| 2015    | J-22                  | -      | J3          | 8        | 1        | 8        | 1        |
| ドイツ  | ドイツ                | ドイツ | ドイツ      | リーグ戦 | リーグ戦 | 期間通算 | 期間通算 |
| 2018-19 | グロイター・フュルトⅡ | -      | ブンデス4部 | 1        | 0        | 1        | 0        |
| 通算    | 日本                  | 日本   | J3          | 11       | 1        | 11       | 1        |
| 通算    | ドイツ                | ドイツ | 4部         | 1        | 0        | 1        | 0        |
| 総通算  | 総通算                | 総通算 | 総通算      | 12       | 1        | 12       | 1        |

- 2015年
  - Jリーグチャンピオンシップ 2試合0得点
- 2016年
  - FUJI XEROX SUPER CUP 1試合0得点
- 2021年
  - FUJI XEROX SUPER CUP 1試合0得点
- 2024年
  - FUJIFILM SUPER CUP 1試合0得点

| 国際大会個人成績 | 国際大会個人成績 | 国際大会個人成績 | 国際大会個人成績 | 国際大会個人成績 |
| 年度             | クラブ           | 背番号           | 出場             | 得点             |
| AFC              | AFC              | AFC              | ACL              | ACL              |
| ---------------- | ---------------- | ---------------- | ---------------- | ---------------- |
| 2015             | G大阪            | 21               | 1                | 0                |
| 2016             | G大阪            | 21               | 5                | 0                |
| 2017             | G大阪            | 8                | 6                | 0                |
| 2021             | G大阪            | 15               | 6                | 0                |
| 24/25/E          | 神戸             | 7                | 6                | 0                |
| 25/26/E          | 神戸             | 7                |                  |                  |
| 通算             | AFC              | AFC              | 24               | 0                |

その他の国際公式戦
- 2015年
  - スルガ銀行チャンピオンシップ 1試合0得点
- 2017年
  - AFCチャンピオンズリーグ・プレーオフ 1試合0得点

出場歴
- Jリーグ初出場 - 2014年8月10日 J3第21節 vs福島ユナイテッドFC（とうほう・みんなのスタジアム）
- Jリーグ初得点 - 2015年7月12日 J3第20節 vsSC相模原（相模原ギオンスタジアム）
- プレミアシップ初出場 - 2022年1月17日 第21節 vsハイバーニアンFC（セルティック・パーク）

## タイトル

### クラブ
ガンバ大阪ユース
- 高円宮杯U-18サッカーリーグ プリンスリーグ関西1部：1回（2012年）

ガンバ大阪
- J1リーグ：1回（2014年）
- Jリーグカップ：1回（2014年）
- 天皇杯 JFA 全日本サッカー選手権大会：2回（2014年、2015年）
- FUJI XEROX SUPER CUP：1回（2015年）

セルティックFC
- スコティッシュ・プレミアシップ：1回（2021-22）
- スコティッシュリーグカップ：1回（2021-22）

アビスパ福岡
- Jリーグカップ：1回（2023年）

ヴィッセル神戸
- J1リーグ：1回（2024年）
- 天皇杯 JFA 全日本サッカー選手権大会：1回（2024年）

### 代表
U-19日本代表
- AFF U-19ユース選手権：1回（2014年）

U-23日本代表
- AFC U-23選手権：1回（2016年）

### 個人
- メニコンカップ（クラブユース東西対抗戦） 最優秀選手（2011年）
- ルヴァンカップ・ニューヒーロー賞（2016年）
- Jリーグ優秀選手賞：5回（2016年、2017年、2020年、2023、2024年）
- Jリーグベストヤングプレーヤー賞（2016年）
- Jリーグベストイレブン：1回（2017年）

## 代表歴
- 国際Aマッチ初出場 - 2017年6月7日 - キリンチャレンジカップ2017 vsシリア代表（東京スタジアム）
- 国際Aマッチ初得点 - 2017年8月31日 - 2018FIFAワールドカップ・アジア3次予選 vsオーストラリア代表（埼玉スタジアム2002）

### 出場大会
- JFAエリートプログラムU-13（U-13日本選抜）
- JFAエリートプログラムU-14（U-14日本選抜）
- U-14日本代表候補
- U-15日本代表
- U-16日本代表
- U-18日本代表
- U-19日本代表
  - 2014年 - AFC U-19選手権2014
- U-21日本代表
- U-22日本代表
- U-23日本代表
  - 2016年 - AFC U-23選手権2016
  - 2016年 - トゥーロン国際大会
  - 2016年 - キリンチャレンジカップ
  - 2016年 - リオデジャネイロオリンピック
- 日本代表
  - 2016年 - 2018 FIFAワールドカップ・アジア3次予選
  - 2017年 - キリンチャレンジカップ
  - 2017年 - EAFF E-1サッカー選手権2017
  - 2019年 - キリンチャレンジカップ
  - 2019年 - EAFF E-1サッカー選手権2019

### 試合数
- 国際Aマッチ 15試合 2得点（2017年 - 2019年）

| 日本代表 | 国際Aマッチ | 国際Aマッチ |
| 年       | 出場        | 得点        |
| -------- | ----------- | ----------- |
| 2017     | 11          | 2           |
| 2018     | 1           | 0           |
| 2019     | 3           | 0           |
| 通算     | 15          | 2           |

### 出場
| No. | 開催日         | 開催都市 | スタジアム                                 | 対戦国           | 結果 | 監督           | 大会                                    |
| --- | -------------- | -------- | ------------------------------------------ | ---------------- | ---- | -------------- | --------------------------------------- |
| 1.  | 2017年6月7日   | 東京     | 東京スタジアム                             | シリア           | △1-1 | ハリルホジッチ | キリンチャレンジカップ2017              |
| 2.  | 2017年6月13日  | テヘラン | シャヒード・ダストゲルディ・スタジアム     | イラク           | △1-1 | ハリルホジッチ | 2018 FIFAワールドカップ・アジア最終予選 |
| 3.  | 2017年8月31日  | さいたま | 埼玉スタジアム2002                         | オーストラリア   | ○2-0 | ハリルホジッチ | 2018 FIFAワールドカップ・アジア最終予選 |
| 4.  | 2017年9月5日   | ブライダ | キングアブドゥラースポーツシティスタジアム | サウジアラビア   | ●0-1 | ハリルホジッチ | 2018 FIFAワールドカップ・アジア最終予選 |
| 5.  | 2017年10月6日  | 豊田     | 豊田スタジアム                             | ニュージーランド | ○2-1 | ハリルホジッチ | キリンチャレンジカップ2017              |
| 6.  | 2017年10月10日 | 横浜     | 日産スタジアム                             | ハイチ           | △3-3 | ハリルホジッチ | キリンチャレンジカップ2017              |
| 7.  | 2017年11月10日 | リール   | スタッド・ピエール＝モーロワ               | ブラジル         | ●1-3 | ハリルホジッチ | 国際親善試合                            |
| 8.  | 2017年11月14日 | ブルッヘ | ヤン・ブレイデルスタディオン               | ベルギー         | ●0-1 | ハリルホジッチ | 国際親善試合                            |
| 9.  | 2017年12月9日  | 東京     | 味の素スタジアム                           | 北朝鮮           | ○1-0 | ハリルホジッチ | EAFF E-1サッカー選手権2017              |
| 10. | 2017年12月12日 | 東京     | 味の素スタジアム                           | 中国             | ○2-1 | ハリルホジッチ | EAFF E-1サッカー選手権2017              |
| 11. | 2017年12月16日 | 東京     | 味の素スタジアム                           | 韓国             | ●1-4 | ハリルホジッチ | EAFF E-1サッカー選手権2017              |
| 12. | 2018年5月30日  | 横浜     | 日産スタジアム                             | ガーナ           | ●0-2 | 西野朗         | キリンチャレンジカップ2018              |
| 13. | 2019年11月19日 | 大阪     | パナソニックスタジアム吹田                 | ベネズエラ       | ●1-4 | 森保一         | キリンチャレンジカップ2019              |
| 14. | 2019年12月10日 | 釜山     | 釜山九徳スタジアム                         | 中国             | ○2-1 | 森保一         | EAFF E-1サッカー選手権2019              |
| 15. | 2019年12月18日 | 釜山     | 釜山アシアドメインスタジアム               | 韓国             | ●0-1 | 森保一         | EAFF E-1サッカー選手権2019              |

### ゴール
| #  | 開催年月日    | 開催地   | スタジアム         | 対戦国         | 勝敗 | 試合概要                               |
| -- | ------------- | -------- | ------------------ | -------------- | ---- | -------------------------------------- |
| 1. | 2017年8月31日 | さいたま | 埼玉スタジアム2002 | オーストラリア | ○2-0 | 2018 FIFAワールドカップ・アジア3次予選 |
| 2. | 2017年12月9日 | 調布     | 味の素スタジアム   | 北朝鮮         | ○1-0 | EAFF E-1サッカー選手権2017             |